# Складчастість дисгармонійна
Складчастість дисгармонійна (рос. складчатость дисгармоничная, англ. disharmonic folding, inharmonius folding; нім. inkongruente Faltung f, disharmonische Faltung f) – сукупність складок, утворених одночасно у всій товщі шарів, але суттєво відмінних форм на різних рівнях стратиграфічного розрізу. 
Пов’язана з чергуванням відносно більш жорстких і пластичних гірських порід. Перші зминаються у прості великі складки, а другі – у складні дрібні. 
Складчастість дисгармонійна – це складчастість товщ, зірваних з підстилаючи гірських порід і стиснутих у складки незалежно від них. 
Синонім: складчастість зриву.

## Різновиди складчастості
| - Атектонічна складчастість - Складчастість платформна - Складчастість течії - Складчастість діапірова - Складчастість постумна - Складчастість гравітаційна - Складчастість брилова - Складчастість голоморфна - Складчастість ідіоморфна - Складчастість дисгармонійна - Складчастість нагнітання - Кулісоподібна складчастість | - Складчастість куполоподібна - Складчастість успадкована - Складчастість конседиментаційна - Кулісоподібна складчастість - Складчастість паралельна - Складчастість накладена - Складчастість головна - Складчастість поперечна - Складчастість проміжна - Складчастість консеквентна - Складчастість бокового тиску |